# Raimonds Šteins
Raimonds Šteins (* 18. August 1984 in Rīga, Lettische SSR) ist ein lettischer Handballspieler. Der lettische Nationalspieler ist 1,96 m groß und wiegt 96 kg.
Šteins spielte anfangs beim lettischen Erstligisten ASK Riga, mit dem er fünf Spielzeiten in Folge am EHF-Pokal teilnahm. Im Jahr 2009 wechselte der Handballtorwart zum deutschen Zweitligisten VfL Edewecht. Am 7. Oktober 2010 hatte Šteins bei der Fahrt zum Training einen schweren Verkehrsunfall und wurde anschließend für drei Tage ins künstliche Koma versetzt. Im Jahr 2011 kehrte er ins Tor von Edewecht zurück. Im Sommer 2011 schloss Šteins sich dem Drittligisten HSC 2000 Coburg an. Nachdem sein Vertrag mit den Coburgern im Januar 2013 aufgelöst wurde, ging er zum HC Aschersleben. 2016 kehrte Šteins in seine lettische Heimat zurück und spielte dort für Tenax Dobele.